# هارالد كارني
هارالد كارني (بالألمانية: Harald Cerny) (مواليد 13 سبتمبر 1973) هو لاعب كرة قدم. يلعب مع منتخب النمسا لكرة القدم. سبق له أن لعب في كأس العالم لكرة القدم مع منتخب بلاده.

## روابط خارجية
- هارالد كارني على موقع الاتحاد الدولي (مؤرشف)  (الإنجليزية)
- هارالد كارني على موقع الاتحاد الأوربي (الإنجليزية)
- هارالد كارني على موقع قاعدة بيانات كرة القدم.إي يو (الإنجليزية)
- هارالد كارني على موقع بيانات كرة القدم. دي إي (الألمانية)
- هارالد كارني على موقع ناشيونال فوتبول تيمز (الإنجليزية)
- هارالد كارني على موقع عالم كرة القدم.نت (الإنجليزية)